# Apostolepis nelsonjorgei
Apostolepis nelsonjorgei är en ormart som beskrevs av de Lema och Renner 2004. Apostolepis nelsonjorgei ingår i släktet Apostolepis och familjen snokar. Inga underarter finns listade i Catalogue of Life.
Arten förekommer i centrala Brasilien i norra delen av delstaten Goiás samt i Tocantins. Honor lägger ägg.